# Yawata Maru (schip, 1940)

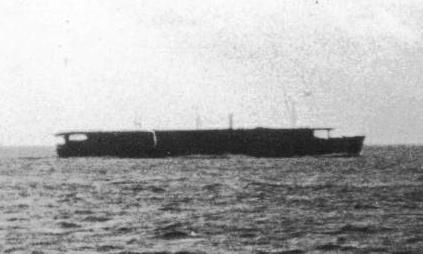
Vliegdekschip Unyo

De Yawata Maru (Japans: 八幡丸) was een voormalig Japans passagiersschip van de rederij Nippon Yusen Kaisha Line, dat werd gevorderd door de Keizerlijke Japanse Marine en omgebouwd tot vliegdekschip Unyo tijdens de Tweede Wereldoorlog in de Stille Oceaan.

## Geschiedenis
De Yawata Maru (17.128 brt) kwam op 31 juli 1940 gereed en was bestemd voor de dienst Yokohama-Hamburg, maar werd, als gevolg van de inmiddels in Europa uitgebroken oorlog, ingezet op het traject Yokohama-San Francisco. De ondergang van de Terukuni Maru met zijn slachtoffers in de monding van de Theems waren de Japanners niet vergeten.
Het schip was eveneens zwart van romp met de traditionele witte bovenbouw, en eveneens de rood-witte banden in de schoorsteen. Het schip had aan elke zijde vier rijen reddingsloepen. In feite waren deze Nippon-schepen hetzelfde van kleur met een ietwat andere opbouw.
In 1942 werd ze omgebouwd tot vliegdekschip onder de naam "Unyo".
De Japanners brandden de gehele opbouwconstructie af en legden een vliegdek, enkele meters boven het oorspronkelijke dek en scheepsrand op steunbalkenconstrukties. De schoorsteen lag bijna horizontaal, zoals bij sommige werkelijke geconstrueerde Japanse vliegdekschepen, enkele meters uit stuurboord gericht, zodat het vliegdek geheel gevrijwaard was van obstakels. De "Unyo" was geheel onherkenbaar als voormalig passagiersschip.
Ze viel op 16 september 1944 ten zuidoosten van Hongkong ten offer aan de Amerikaanse onderzeeër USS Barb (SS-220). De "Unyo" werd getorpedeerd en maakte slagzij, zodat haar vliegtuigen niet konden opstijgen en mee ten onder gingen met het omgebouwde vliegdekschip. Er vielen 239 slachtoffers.